# نايجل هايغ
نايجل هايغ (12 ديسمبر 1887 في المملكة المتحدة - 27 أكتوبر 1966 في المملكة المتحدة) (بالإنجليزية: Nigel Haig)‏ هو لاعب كريكت بريطاني (وحمل سابقاً جنسية المملكة المتحدة لبريطانيا العظمى وأيرلندا). شارك مع منتخب إنجلترا للكريكت.

## وصلات خارجية
- نايجل هايغ على موقع إي آس بي آن كريك إنفو (الإنجليزية)